# John Huxham

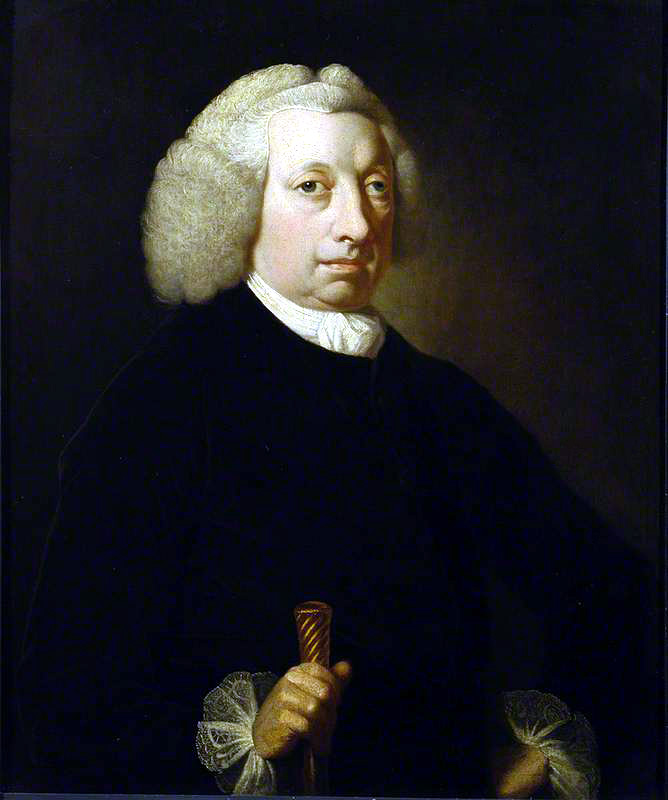
John Huxham

John Huxham (* um 1692 in Harberton; † 10. August 1768 in Plymouth) war ein englischer Mediziner.

## Leben
Huxham war Sohn eines Metzgers aus Harberton, einem Dorf drei Meilen entfernt von Totnes. Nach einer Privatausbildung in Totnes besuchte er die Schule in Newton Abbot und 1713 die private Akademie in Exeter. Aufgrund seiner christlichen Glaubensüberzeugung war ihm ein Studium an den englischen Universitäten Oxford und Cambridge untersagt. Mit dreiundzwanzig Jahren immatrikulierte er daher am 7. Mai 1715 an der Universität Leiden, wo er ein Schüler von Herman Boerhaave wurde. Da seine finanziellen Mittel nicht ausreichten, um in Leiden zu promovieren, begab er sich an die Universität Reims, wo er 1717 den medizinischen Doktorgrad erwarb. 
Huxham kehrte zurück nach England und eröffnete in Totnes zunächst eine medizinische Praxis. Bald darauf gründete er eine Familie und siedelte er nach Plymouth über. Anfänglich betätigte sich Huxham bei der Wetterbeobachtung, wandte sich aber 1724 der medizinischen Analyse zu. Als nüchterner Beobachter von epidemischen Krankheiten erwarb er sich einen ausgezeichneten Ruf in der medizinischen Wissenschaftswelt seiner Zeit. Namentlich sollen hier seine Beiträge zur Grippe und zur Skorbut genannt sein. Er wurde am 5. April 1739 Mitglied der Royal Society in London, Mitglied des königlichen Kollegiums der Ärzte in Edinburgh und erhielt 1755 die Copley-Medaille. Nach seinem Tod wurde er am 11. August in der St. Andrews Kirche in Plymouth begraben.
Huxham war zwei Mal verheiratet. Seine erste Ehe schloss er am 10. Mai 1717 in St. Budeaux mit Ellen Corham (get. 27. Februar 1689 in Plymstock), Tochter von William Corham und Ellen Rich (geheiratet am 22. März 1680 in Plymstock). Seine zweite Ehe schloss er am 10. Oktober 1731 mit Elisabeth Harris (* ± 1696; † 27. Juli 1742 in Plymouth), Tochter von John Harris.

## Schriften (Auswahl)
Eine Gesamtausgabe seiner Werke erschien unter dem Titel Opera physico-medica. Leipzig 1764, 1773 (1. Bd. (Online); 2. Bd. (Online)), Leipzig 1784 (1. Bd. Online, 2. Bd. (Online), 3. Bd. Online) und 1829. Von seinen Einzelwerken wären hier zu nennen:
- Observationes de aëre et morbis epidemicis ab anno 1728 ad exitum usque 1748 plymuthi factae. London 1739 (Online), 1752; Venedig 1764 (Online), Neapel 1765, englisch London 1771
- Essay on fevers, with their various kinds, as depending on different constitutions of the blood, with dissertations on putrid, penstilential spotted fevers, on the small pox, and on peripneumonies. London 1739, 1750 (Online), 1757, 1764, 1767, 1769, deutsch: Augsburg 1755, Paris 1776 (Online), französisch: Paris 1752 (Online) und portugiesisch
- Medical an chymical observations upon antimony. London 1755, deutsch: Medicinisch und chymische Bemerkungen vom Spießglase. Leipzig und Bayreuth, 1759 (Online)
- An essay on fevers. To which is now added, a Dissertation on the Malignant, Ulcerous sore-Throat. London 1750, 1757 (Online), 1782 (Online)
- Sammlung medicinischer Schriften: von Fiebern, Kinderblattern, Lungenentzündungen, Seitenstechen bösen Halskrankheiten, und vom Spiegelglase, wie auch einige medizinische Fälle, ingleichen von Polypen und von der Colic. Georg Ludwig Förster, Bremen, 1769 2. Aufl.  (Online)
- Abhandlung von Fiebern, welche von der Beschaffenheit des Geblütes herrühren. Merz und Mayer, München und Augsburg, 1756, (Online)
- Medical and Chemical Observations Upon Antimony. John Hinton, London, 1756, (Online)
- Liber de febribus et alia opuscula varia. Venedig 1765, 1772 (Online)
- Observationum de aëre et morbis epidemicis. Ab Anni nimirum Initio 1738 ad Exitum usque 1748. London 1752 (Online)
- Observationes de aëre, et morbis epidemicis: ab anno 1749 ad exitum usque Anni 1752. London, 1770, 3. Bd. (Online)
- The Works of John Huxham. London, 1788, Bd. 2, (Online)

Aufsätze in den Philos. Transact.
- A large omentum, saliva of an unusual colour. 1724, VII
- Account of the anomalous epedemic small-pox which began at Plymouth, August 1724 and continued to June 1725. 1725
- Case of stone in the urethra, case of spina bifida. 1730
- Of remarkable diseases of the colon. 1732
- Of an extraordinary hernia inguinalis. 1740, VIII